# رالف كونيغ
رالف كونينغ (بالألمانية: Ralf König)‏ هو كاتب وكاتب سيناريو ألماني، ولد في 8 أغسطس 1960 في زوست في ألمانيا.

## وصلات خارجية
- الموقع الرسمي
- رالف كونينغ على موقع IMDb (الإنجليزية)
- رالف كونينغ على موقع مونزينجر (الألمانية)
- رالف كونينغ على موقع ألو سيني (الفرنسية)
- رالف كونينغ على موقع ميوزك برينز (الإنجليزية)
- رالف كونينغ على موقع أول موفي (الإنجليزية)
- رالف كونينغ على موقع قاعدة بيانات الأفلام السويدية (السويدية)
- رالف كونينغ على موقع قاعدة بيانات الفيلم (الإنجليزية)